# メチレンジオキシメタンフェタミン
3,4-メチレンジオキシメタンフェタミン (英: 3,4-methylenedioxymethamphetamine)、あるいはMDMAは、アンフェタミンと類似した化学構造を持つ化合物である。愛の薬などと呼ばれ共感作用がある。幻覚剤に分類される。
心的外傷後ストレス障害(PTSD)に対し、MDMAを併用した心理療法の臨床試験がアメリカ合衆国で進行している。2017年にはアメリカで画期的治療法に指定され、アメリカ食品医薬品局は承認審査を迅速化する。しかし、殆どの国家では違法であり、2018年現在、医療用としては認可されておらず、研究用に例外として認められているにとどまる。
俗にエクスタシーあるいはモリーと呼ばれている。エクスタシーなどとして街角で売られる薬物は、様々な純度であり、時にはMDMAは全く含まれない。何がどれ位含まれているか不明であり、その為どのような毒性が出るのかは密造している側も把握していない可能性が非常に高いためとても危険な麻薬であり、過剰摂取の危険性が高い。一部では休みなく踊ることが原因で、高熱や脱水症から死亡し、逆に、それに対処しようと水を摂り過ぎて、低ナトリウム血症で死亡している。
心理学者のラルフ・メツナーが、MDMAに対してエンパーソゲン（共感をもたらす）という言葉を作った。同種の作用のある薬物として、MDA（3,4-メチレンジオキシアンフェタミン）、MDEA（3,4-メチレンジオキシ-N-エチルアンフェタミン）なども知られ、エンタクトゲン（内面に触れる）と呼ばれる。

## 用語
MDMAを臨床現場にて初めて使ったレオ・ゼフは、患者に投与する際にMDMAをアダムと呼んだ。

### 俗称
MDMAは、俗語でエクスタシー（Ecstacy）と呼ばれ、英語圏では21世紀初頭には本来の高揚感の意味と同じように定着している。初期の娯楽的な使用のための提供者は、作用を適切に説明するエンパシー（Empathy、共感の意味）と呼んだが、後に潜在的な顧客により訴えかけるために「エクスタシー」に決めた。他にEとか、X、あるいはXTCと呼ばれる。
モリー（Molly）とも呼ばれている。これは2010年以降の呼称であり、混ざり物のない粉末のMDMAを指しているが、しばしば別の薬物であるという報道がなされている。
このような呼称で、街角で手に入る錠剤は、時にはMDMAを全く含んでいない。
日本語では、丸い錠剤が多いことから玉、またエックスから転じてバツ、ペケの俗称をも持つ。

## 分類
世界保健機関の1994年の薬物に関する用語集、世界保健機関の『疾病及び関連保健問題の国際統計分類』第10版（ICD-10）、アメリカ精神医学会の『精神障害の診断と統計マニュアル』第4版（DSM-IV）において
、幻覚剤に分類されている。
なお化学構造からは、精神刺激薬のアンフェタミン類に分類される。
MDMA、MDA、MDE、MBDBはフェネチルアミンの一群に属し、それらは同様の作用を持つことからエンタクトゲン（entactogens、内面に触れる）と呼ばれる。

## 化学的性質
常温では白色の結晶または粉末。分子構造はメタンフェタミンに類似し、メタンフェタミンのフェニル基の一部を置換したものと同一である。このためMDMAもメタンフェタミンと同じく光学異性体を持つ。

## 作用
MDMAは脳内のセロトニン等を過剰に放出させることにより、人間の精神に多幸感、他者との共感などの変化をもたらすとされる。MDMAを経口的に摂取すると30分から1時間ほどで前述のような精神変容が起こり、それが4～6時間程度持続するとされる。
典型的な幻覚剤とは異なる心理的作用を有する。
MDMAは認知と社会的相互作用に影響を与え、開放性や感情への反応性を増加させ、他者への親近感を生じさせる。使用者はおしゃべりで友好的な感じになったことを報告するが、一方、制御できないという不安を経験することもある。
MDMAはオキシトシンの放出を増加させる。並行して、神経生物学的領域における研究、神経ペプチドのオキシトシンとバソプレッシンによる人間のつながりと触れ合いの影響についてのものが進行している。オキシトシンは哺乳類における、つがいの形成や社会的所属と関連している。

## 作用量
ヒトでの作用量を挙げる。
臨床試験の、治療抵抗性の心的外傷後ストレス障害（PTSD）における使用量は、体重1キログラムあたり、約2ミリグラム以下である。同1ミリグラムから、知覚や認知や気分に変化を生じさせる。
PiHKALには、80から150mgと書かれている。
街角のエクスタシー錠剤では、1錠ごとにも含有量が異なり、最も少ないものと多いものでは7倍の差がある。経験豊富な使用者では増やす場合があるが、動物実験にて耐性が生じるため、耐性が原因であると考えられる。MDMAの過剰摂取は重篤な状態や死亡につながることがある。またエクスタシー錠剤が、混じりもののないMDMAを含んでいることは少ない。未知の薬物では、致命的な過剰摂取につながることがある。

## 薬物動態
作用開始は投与から30～45分後であり、ピークは90～120分、3～6時間後に投与前に戻る。
MDMAの半減期は約7時間であるが、代謝産物のMDAは16～38時間である。
抗レトロウイルス薬やモノアミン酸化酵素阻害薬（MAOI）との併用は、命に関わるような高血圧を引き起こすことがある。
MDMAは、CYP2D6で代謝される。

## 医療用途
過去には、様々に用いられたこともあったが、それらは二重盲検など、現在の科学的研究における最良の慣行が行われていない。

### 法的規制
その初期から治療の可能性のある薬として認識されていたが、MDMAは「医療用途がない」というスケジュールIに分類されており、しかし証拠はスケジュールIIに移動させるのに十分であり、そうすることで治療抵抗性PTSDを有する人など深刻な精神障害のある人々への医薬品を解放することになる。

### 臨床試験
アメリカでは、心的外傷後ストレス障害（PTSD）に対するMDMAを併用した心理療法の臨床試験が進行しており、第II相の4つの試験では慢性的（長期の）PTSDを患う退役軍人や警察官や消防士を含んでいた。2016年11月には、第III相の臨床試験が承認されている。2017年。2017年の夏季にアメリカ食品医薬品局 (FDA) はこの治療法を画期的治療法に指定した。重篤か命にかかわる病気で、予備研究の証拠が既存の治療法よりも大きく改善することを示している場合に指定され、指定されるとFDAは審査を早く行う。
予備研究ではCAPSというPTSDの症状の評価尺度にて、79点台の症状は、MDMA支援心理療法53.7点の低下、心理療法のみでは20.5点の低下であった。さらに症状の改善は3.8年継続されている。比較として、セルトラリン（ゾロフト）のPTSDのためのFDAの臨床試験では、10.2点の低下である。これらのPTSDは平均19.5年の治療抵抗の期間を持ち、MDMA支援心理療法の治療から4年後に2人が再発したが、症状の改善は維持されていた。2018年のメタアナリシスでは、MDMAを使用した心理療法は持続エクスポージャー療法よりも効果量が大きく、また脱落率がはるかに低いことが明らかとなった。
こうしたPTSDに対する医療用途に対する報道はアメリカでは広範になされており、2010年に少なくとも138以上のメディアで取り上げられている。
イスラエル、スイス、カナダでも臨床試験が行われている。イギリスでも標準的な国民保健サービスの診療所にてこのような治療を提供できるようにと研究が進んでいる。試験はテレビで放映もされた。薬物に関する独立科学評議会#ドラッグス・ライブ参照。
アメリカで、成人の自閉症の患者の社交不安、および、がん患者の抑うつに用いる臨床試験も行われている。MDMAを併用した心理療法は偽薬対照の二重盲検で行われ、2018年の結果は12名と小規模だが、自閉症の社交時の不安の持続的な改善を示している。
自閉症の中核症状である社会性の問題は、集中的な行動介入によく反応し鍛えることが可能であることが実証されているが、薬としては見つかっておらず、社会的動機と社会的認知を高めるような向社会的化合物（Prosocial Compounds）として、オキシトシンとバソプレッシンと共にMDMAは注目される。
また、アルコール依存症を治療する試みも予定されている。

### 実用化
2023年2月3日にオーストラリアの保健省薬品・医薬品行政局（TGA）は、認可を受けた精神科医のみ心的外傷後ストレス障害（PTSD）の治療にはMDMAを、治療抵抗性うつ病にはマジックマッシュルームに含まれるシロシビンを、それぞれ同年7月1日から処方できるようになると発表した。これにより、世界で初めてオーストラリアで医薬品として正式に承認されることが決定した。

## 乱用
MDMAは、娯楽的な薬物としての側面も持ち、薬物乱用が社会問題化したこともあって、各国では法規制されている。
アメリカ合衆国での2011年の全国調査から、12歳以上の約1450万人が、生涯においてMDMAを一度は使用していると推定される。

## 依存性
アカゲザルにおける動物実験では、MDMAの自己投与は継続的に維持されなかった。他の研究では、齧歯類にてコカインにて報告されている強い強化因子とは異なり弱いとしている。霊長類および、齧歯類におけるMDMA自己投与の研究を探索し、大半の研究にて他の薬物よりも強化因子として弱いことが見いだされた。
頻繁に使用する人でも、他の薬物に見られるように集中的に使用するということは見られない。MDMAは、アルコールやタバコ、ヘロインなどと比較したとき依存性が低い。

## エクスタシー錠剤

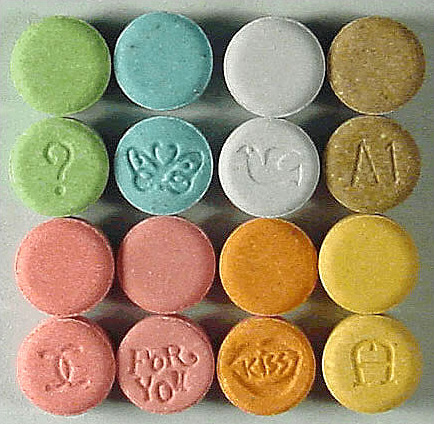
エクスタシー錠剤。こうした街角で入手されるエクスタシー錠剤はMDMAがまったく含まれない場合がある。エクスタシーの名での販売は、錠剤か粉末か、様々な成分、また色や形、ブランド名によって発展してきた。

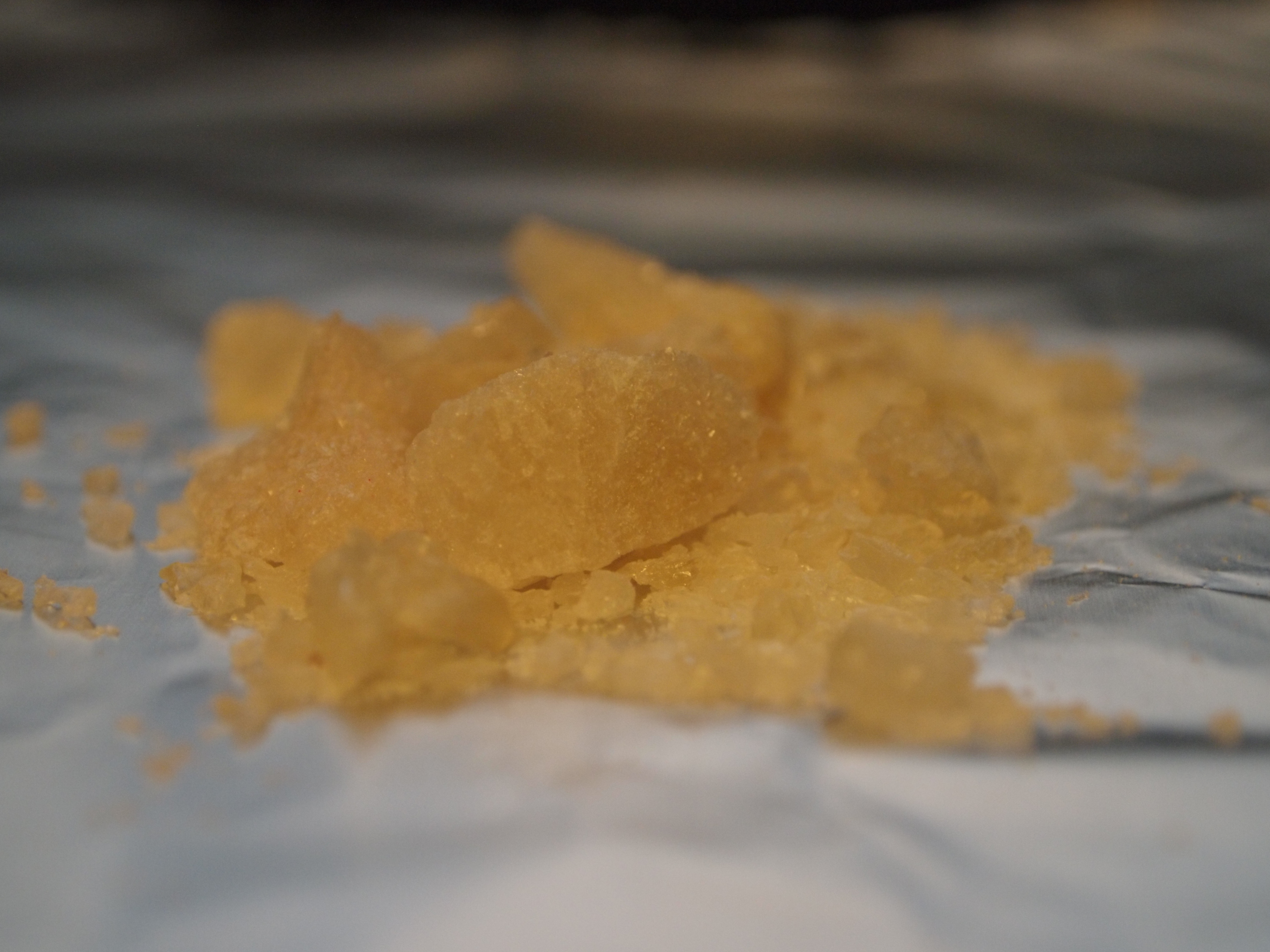
結晶状の MDMA。変質前は典型的には白色。

1990年前後の初期の時代には、エクスタシーは白や色のついた小さな錠剤であったが、1990年代後半から世紀が変わる頃には、多種多様な色や形を持ったブランディング現象が生じた。こうしたマーケティング現象は、エクスタシーがはじめてではなくLSDの長い歴史を持っている。LSDでは虹やピースマークの記号といったヒッピー風であるのに対し、エクスタシーではルイ・ヴィトン、モトローラや三菱といったブランドであり中流階級的な社会が反映され、特定のブランドに人気を示す場合がある。サンフランシスコのベイエリアでは、混ざりもののないMDMAだと供給者が主張する粉末状のエクスタシーには、錠剤以上の人気がある。
エクスタシーとして街角で売られる錠剤は様々な純度であり、時にはMDMAはほとんど含まれないか、まったく含まれない。北米での2007年の調査ではわずか3％だけが混じりもののないMDMAを含んでいた。
EcstasyData.orgのデータから推定可能であり、2012年12月から、2013年4月の間の65種類の錠剤およびカプセルからは、およそ半分は67％以上のMDMAを含み、半分はそれ以下で多くの場合はまったく含んでいない。
世界の多くの地域で、2010年代にエクスタシーとして販売された多くの錠剤には、MDMA以外の物質が含まれている。それは既存の違法な薬物や、新規向精神薬（NPS）、またカフェインやエフェドリンである。
MDMAでなくMDA、MDEやMBDBを含むことがある。また、まったく作用が異なる薬物を含むことがある。2014年の国連の報告書では、アジア、アメリカ、欧州とで、メタンフェタミンやケタミン、アメリカでは2C-B、アジアではJWH-018などが検出されている。
ダンスセーフという団体は、薬物の使用が避けられないという前提の上で悪影響を最小化するためのハーム・リダクションや、教育を重視しており、サイト上で薬物を検査したり、ナイトスポットで活動している。音楽フェスティバルにおける、そうした取り組み関するドキュメンタリーも作成されており、売人から買った薬物にはメフェドロン、カフェインなど何が混ぜられているかは不明であり、モリーとして買った薬物から合成カチノン類が検出された。

## 副作用
1994年のアメリカの第I相の臨床試験では、体温、心拍数や血圧の上昇が報告されたが、一過性で許容できる範囲である。2014年11月の時点で、第I相と第II相にて合計1,133人の被験者に投与されており、重篤な有害事象は、継続的な調査の中では報告されていない。
エクスタシーの使用者は、翌日の抑うつ気分を報告する。異常高熱は、水の入手手段がない暑い空間で活発に踊るなど、医学的監督下にないエクスタシーの使用によって生じ、稀なものであるが最も頻繁に報告されている。その一方これも稀であるが、必要な電解質を摂取せずに水を摂取しすぎて水中毒となり、低ナトリウム血症にて致命的となりうる。また過剰摂取は重篤となりうる。
議論の中心はMDMAに脳損傷を引き起こす神経毒性があるかどうかである。動物実験ではヒトでの娯楽的な薬物としての使用よりもはるかに多い使用量で生じることが見いだされているし、感情や記憶の障害を含む器質的な損傷や、精神医学的な損傷を報告しているが、頻繁に欠陥のある研究手法、疑わしいデータの解析、偏った結論から引き出されている。
定期的なエクスタシーの使用者に関する報告が否定的な影響を示唆しているが、エクスタシー錠剤にはMDMA以外の薬物が含まれ、またそうした使用者はエクスタシー以外の多剤を乱用しているため、MDMAが特異的な原因となっているのかは不明確である。

## 死亡
海外で行われたレイヴパーティー等では、ときどき死亡者がでているが、全体としては少数である。（しかし、こうした報道はエクスタシー錠剤がMDMAを含有していたかが不明である）
日本では、2010年に東京23区内で死亡した死因不明の異状死が司法解剖された、5年間で計13,499名の調査がある。2006年から2010年の5年間でMDMA6件、比較のために挙げると、多いものは、処方箋医薬品が3,337件で精神科の薬が多く、酒は3,018件である。

## 歴史
1912年、ドイツの化学メーカーメルク社によって、抗凝固薬を特定するためのプロジェクトの際に合成され、特許が取得された。後に、合成した化学者による、特性の試験が行われたが、会社の関心を引かず、それ以上のことはなかった。（製品化はされなかった）。食欲抑制剤としてという説もある。
動物における毒性研究は、1950年代に米軍の支援によってミシガン大学でが行われ、後に機密解除が解け、1973年にハードマンが出版する。1967年にアメリカ軍による機密扱いが解けた。
元ダウ・ケミカル社の化学者であったアレクサンダー・シュルギンによって、MDMAが「再発見」されることになる。1978年には、アレクサンダー・シュルギンらによる『幻覚剤の精神薬理学』（The Psychopharmacology of Hallucinogens）にて、ヒトにおける主観的な作用に関する、初の報告が行われた。
シュルギンは先に1967年にMDAが深層にある感情への接近を容易にするため、心理療法に有益である可能性を報告していたが、この点でMDMAはMDAより優れていたと評価した。心理学者のレオ・ゼフに紹介し、臨床現場での使用が始まった。1970年代のなかばに研究が開始され、初期の研究者は、従来の治療に反応しないうつ病や心的外傷後ストレス障害（PTSD）といった治療に用い、数千の患者に投与されたが、系統的な研究はなかった。
心理学者やセラピストが集まり、多様なセラピーが実践・開発されたエサレン協会もまた、MDMAの歴史において重要な役割を果たした。1982年にロバート・フォルテとデビー・ハーロウの2人が、参加者が沈黙を誓ったワークショップで時々MDMAを使うようになり、他のワークショップでも使用された。1980年代初頭、セラピストの緩やかな集まりである the Association for the Responsible Use of Psychedelic Agents（ARUPA）は、エサレン協会で招待客を対象にサイケデリック療法に関する会議を開催し、1985年にはMDMA療法に関する初の科学会議も開催した。MDMAの使用が犯罪になる前の数年間、おそらく何百人もの訪問者と教師がエサレンでMDMAを体験した。
1980年代初期には、アメリカでの娯楽的な薬物としての使用が広まる。1985年（5月）に、アメリカ麻薬取締局 (DEA) が、MDMAを（規制物質法の）スケジュールIに分類し、1987年から1988年の短期間を除き、アメリカではこの分類が継続されている。

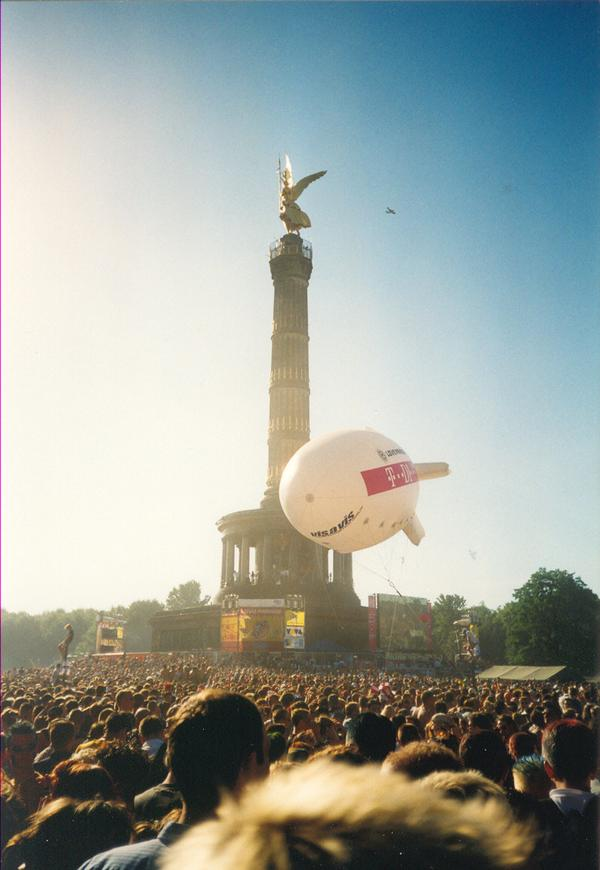
ラブパレード：1990年代には100万人以上を動員した大規模なレイブは、ドイツのベルリンにて行われる。1989年にベルリンの壁は取り壊されたが、それまで壁は1945年から資本主義の西ドイツと、共産主義の東ドイツを分断していた。

インドからアメリカに移った代替宗教運動のバグワン・シュリ・ラジニーシ（Osho）の弟子たちは、教団内で瞑想の補助などスピリチュアルな目的や精神の治療にMDMAを利用しており、彼らがスペインのイビザ島に持ち込み、アメリカ外への普及につながる流通システムを確立したと言われ、イビサ島のディスコ等で使われた。ここからヨーロッパに、そして世界的に広がり、イギリスのクラブシーンやレイヴでは、若者の第一選択薬となった。（セカンド・サマー・オブ・ラブも参照）アメリカでは10年後に国内のレイブシーンが登場するまで、主流の位置は占めなかった。
欧州では近年では価格の低下により若年層への普及が懸念されている。
2010年代では、マイリー・サイラスやヒップホップのスヌープ・ドッグなど多くの歌手が歌詞にモリーを登場させている。エレクトロニック・ダンス・ミュージック（EDM）のウルトラ・ミュージック・フェスティバル・マイアミでは、歌手のマドンナは聴衆に向かって「この中でモリーを見たことがある人はどれくらいいる？」と語りかけた。彼女は『MDNA』というアルバムを出していた。2013年には、アメリカで6回分摂取した女性が死亡し、音楽フェスティバルが閉鎖された。
2015年にはオランダの青年自由民主党は、音楽フェスティバルでのエクスタシーによる死亡を踏まえて、危険性をアピールするために、アムステルダムに1日限定で「XTC shop」を開店した。偽薬が販売されたが、アピールには非犯罪化の議論が含まれ、違法な売人から買うよりも、害を最小化できるというハーム・リダクションの考えを議論するための署名を求めた。
2016年夏には、ダンスセーフの創始者エマニュエル・スフェリオスの作成したドキュメンタリー映画『MDMAザ・ムービー』（日本では未定）が公開される。映画は、PTSDに対するMDMAを併用した治療の研究や、MDMAの歴史を取り扱う。

## 規制
- 日本では、麻薬及び向精神薬取締法によって規制されている。

MDMAの輸入、輸出、製造は1年以上10年以下の懲役。譲受け、譲渡し、所持は7年以下の懲役。施用（しよう、経口摂取など、身体に用いること）は7年以下の懲役となる。
研究目的で同薬物を精製ないし使用する際には、麻薬及び向精神薬取締法第2条第8項に規定される、麻薬研究者の免許が必要となる。
- 2019年4月16日、麻薬研究者の免許がないにもかかわらず、大学生に同薬物を精製させたとして、松山大学の教授および指示により精製にあたった大学生が書類送検されたが[46]、松山地方検察庁は全員を不起訴とした[47]。